# غوال (غينيا)
غوال (نكو : ߜ߭ߥߊߟ) هي مدينة تقع في شمال غرب غينيا. وهي عاصمة محافظة غوال. في عام 2014، كان عدد سكانها 20،582 نسمة.